# Kanał Saimiański

Mapa kanału

Kanał Saimiański (fiń. Saimaan kanava, szw. Saima kanal, ros. Сайменский канал) – kanał wodny łączący sieć jezior Saimaa i śródlądowe szlaki z Zatoką Fińską. Przewozy towarów od 2000 r. utrzymują się na poziomie powyżej 2 mln ton rocznie. Pasażerów jeszcze w latach dziewięćdziesiątych przewożono 100 tys., a obecnie poniżej 40 tys. Rocznie przez kanał przechodzi około 3 tys. statków, w dużej większości są to transporty drewna oraz przewozy drobnicowe.
Kanał został oddany do użytku w 1856 r. na terytorium należącego do Imperium Rosyjskiego Wielkiego Księstwa Fińskiego między miastami Lappeenranta i Wyborg. Miał 28 śluz i był dostępny dla jednostek o nośności do ok. 250 ton. W roku 1927 rozpoczęto przebudowę kanału tak, by przystosować go dla jednostek 500-tonowych, jednak prace przerwała wojna. Po agresji sowieckiej zwanej wojną zimową w 1940 r. podpisano pokój w Moskwie, na mocy którego Finlandia scedowała na rzecz ZSRR Przesmyk Karelski wraz z Wyborgiem. Nowa granica podzieliła kanał na pół, co spowodowało jego zamknięcie dla żeglugi na 28 lat.
W 1962 r. oba państwa zawarły umowę, z mocy której Finlandia wydzierżawiła na 50 lat znajdującą się teraz na terytorium ZSRR część kanału wraz pasem lądu o szerokości 30 metrów od obu brzegów kanału i 200 metrów od jego urządzeń (śluz), a także wyspę Małyj Wysockij położoną naprzeciwko miasteczka Wysock. Finowie zobowiązali się także do pogłębienia torów żeglugowych i naprawy urządzeń kanału. Zgodnie z umową wszystkie niewojenne statki fińskie oraz wszystkie handlowe statki państw trzecich mają prawo do żeglugi między Zatoką Fińską przez morze terytorialne i wody wewnętrzne oraz rosyjską (dzierżawioną) część Kanału Saimiańskiego do portów fińskich. W 2010 podpisano nowy układ w sprawie eksploatacji kanału, oznaczający wydłużenie dotychczasowych warunków eksploatacji kanału do 2063 roku, z tym że wyspa Małyj Wysockij powróci pod bezpośrednią jurysdykcję Rosji.
Prace wznowiono w połowie 1963 r. Obejmowały one m.in. usunięcia ok. 6,5 mln m³ ziemi i granitowych skał podłoża, zbudowania ośmiu nowych zespołów śluz (zamiast 28 starych), zbudowania 100 km szos oraz 22 mostów, w tym wielkiego mostu kolejowego i drogowego nad Cieśniną Gwardyjską niedaleko Wyborga. Mosty, część prac przy pogłębianiu szlaku oraz tor wodny i urządzenia nawigacyjne w Zatoce Wyborskiej wykonała strona radziecka, natomiast sam kanał, śluzy, linie elektryczne i system łączności na dzierżawionym terenie zrobili Finowie.
Nowa drogę wodną ponownie oddano uroczyście do użytku 5 sierpnia 1968 r. w obecności prezydenta Finlandii Urho Kekkonena. Do końca tego roku przez kanał przepłynęły 293 statki. Kanał o zapewnionej głębokości nawigacyjnej 4,35 metra i wymiarach w śluzach 85 metrów na 13,2 metra i głębokości 5,2 m umożliwia żeglugę statków o nośności do 2500 ton między portami śródlądowymi Wschodniej Finlandii a resztą Europy. Śródlądowe drogi wodne obejmują głębokowodne kanały systemu jezior Saimaa o łącznej długości 814 km i zapewnionej głębokości 4,2 metrów, główne kanały o łącznej długości 1560 km i zapewnionej głębokości 2,4 metra oraz ich odgałęzienia o długości 1203 km i minimalnej głębokości 2,4 metra. Daje to całkowitą długość 3577 km (dla porównania odległość z Moskwy do Barcelony wynosi 3600 km). Do pierwszej śluzy kanału od strony morza można podejść z wód międzynarodowych szlakiem długości 71 mil morskich lub bezpośrednio wzdłuż wybrzeża z fińskich wód terytorialnych.
Długość samego kanału wynosi 42,9 km (w tym w rosyjskiej części 19,6 km), a różnica poziomów między Zatoką Fińską a jeziorem Saimaa 74,98 m. Na tym odcinku znajduje się 8 śluz (idąc od góry: Mälkiä, Mustola, Saskula, Pälli, Lietjärvi, Rättijärvi, Särkijärvi i Juustilla) - trzy na terytorium Finlandii, pięć w Rosji. Kanał przekracza 14 mostów: 12 drogowych (po 6 w Finlandii i w Rosji) i 2 kolejowe (po jednym w każdym kraju), w tym 7 zwodzonych. Dla porównania Kanał Elbląski ma 44 km długości (wraz z jeziorami 83 km).
Żegluga w kanale dopuszczona jest dla jednostek, spełniających tzw. standard "Saimax":
- długość maksymalna: 82,5 m (271 stóp)
- szerokość maksymalna: 12,6 m (41 stóp)
- zanurzenie maksymalne: 4,35 m (14,3 stopy)
- maksymalna wysokość masztu: 24,5 m (80 stóp)

Prędkość dopuszczalna na kanale została określona na 9 km/godz., a na odcinkach biegnących przez jeziora 12 km/godz. Wyposażenie techniczne kanału pozwala korzystać z drogi wodnej przez całą dobę w obu kierunkach. Okres nawigacyjny, w związku z dość długą i ostrą w tych stronach zimą, trwa tu od 211 do 225 dni w roku.